# Plaza de Toros La Petatera
La plaza de toros La Petatera es una plaza de toros situada en Villa de Álvarez en el Estado de Colima en México.

## Historia
Sus antecedentes constructivos tienen su origen en una profunda tradición religiosa, cuando en el siglo XVII a partir de 1658, el pueblo de Colima arruinado por los temblores decide ponerse bajo la protección de San Felipe de Jesús como santo patrón, a quien a partir de entonces, consagran cada año a principios de febrero las fiestas religiosas y paganas entre las que se encuentran las corridas de toros. En la plaza de toros se celebran las Fiestas Charrotaurinas en febrero. Entre los últimos festejos taurinos señalar las puertas grandes de Pablo Hermoso de Mendoza y Diego Silveti (2013), El Zapata (2018) o Antonio Ferrera con indulto de Villalvarense de la ganadería de Begoña (2019).

## Descripción

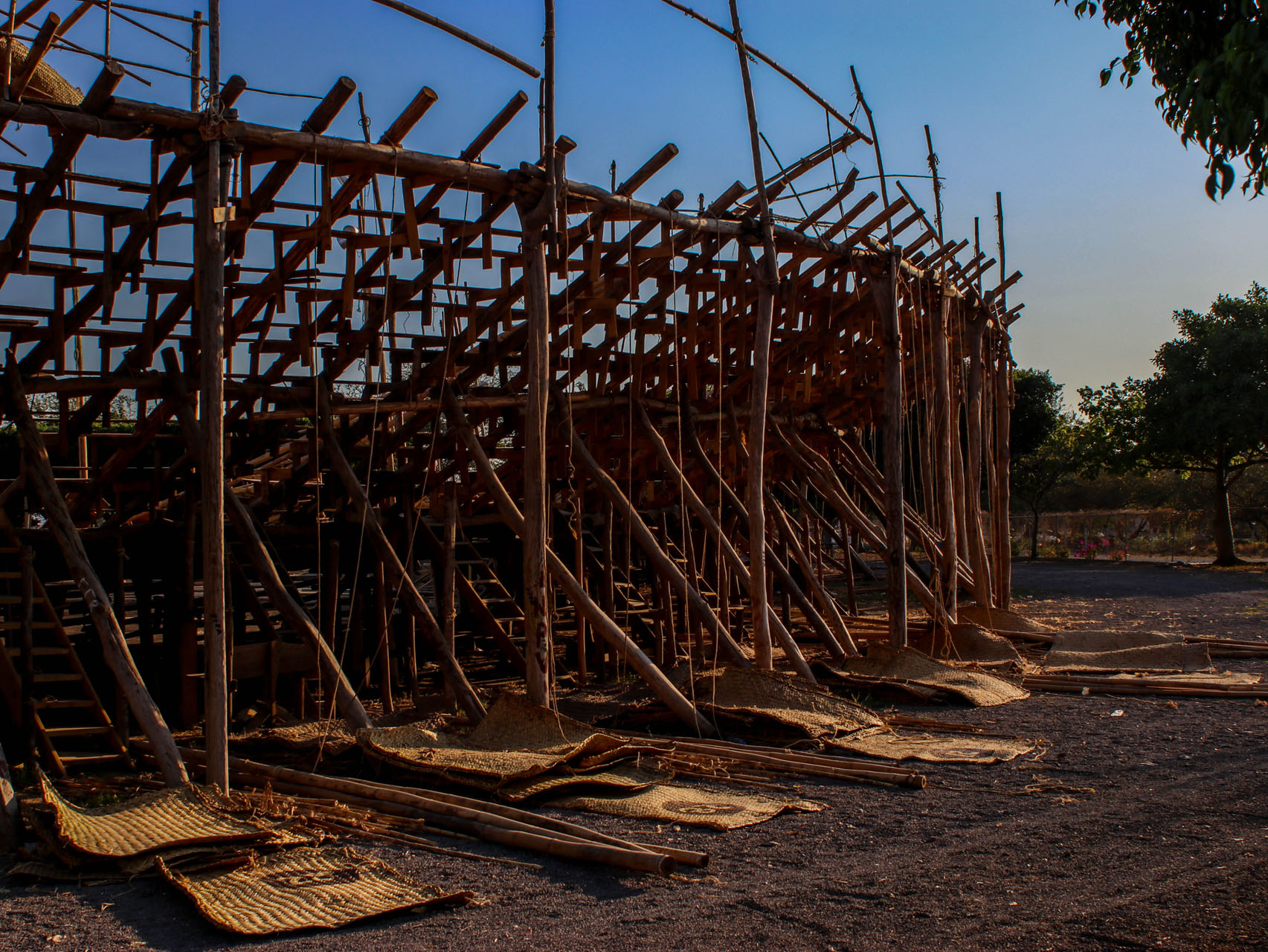
progreso de la construcción de La Petatera (2018)

En julio de 2013 La Petatera fue declarada patrimonio cultural inmaterial del estado de Colima con clave AM5-COL-1-15 según la IBOOC.
La Petatera es una obra construida con artesanía indígena y es el resultado de todas las épocas, porque ha evolucionado desde los tiempos en que era una palizada colocada en el centro de la ciudad de Colima. Esta plaza es construida y reconstruida año tras año en el mes de febrero a partir de materiales como maderas, petate e ixtle y procesos regionales que tienen más de ciento sesenta años de tradición en Colima. Tiene capacidad para 5.000 asistentes. Se trata de una plaza de toros de tercera categoría. Para la edificación de la plaza hay destinada una hectárea en carretera hacia Minatitlán, a 500 metros del panteón Municipal. La Plaza de toros la Petatera colinda al sur con la Colonia de los Burócratas; al oriente con la colonia Villa Providencia y al norte con la colonia La Rinconada.
Es una obra arquitectónica inteligente, dotada de una estructura flexible, ingeniosa y eficiente para la zona sísmica. La estructura es un esqueleto entretejido y amarrado en perfecta armonía y provisto de gran estabilidad estructural la cual es viable con un bajo costo cíclico de construcción. Está formada estructuralmente por un entramado de madera de varios tipos de los que se dan en la región y de acuerdo a las características del sistema, ya sea para absorber esfuerzos de tracción a través de polines y largueros, como para transmitir las fuerzas de compresión al terreno mediante horcones. Este sistema estructural se une entre sí con cordeles y sogas de ixtle. La obra se inicia una vez que se ubica el centro del terreno y se traza el círculo que define al ruedo, el cual tiene un diámetro de sesenta metros y la superficie construida cerca de los tres mil metros cuadrados. El área de graderías, construidas también en madera, tienen un área de dos mil m², lo que permite un cupo de aproximadamente cinco mil espectadores. Estas graderías están divididas en 70 secciones o tablados, los cuales pertenecen a 70 concesionarios distintos que son los que almacenan, construyen y posteriormente desmantelan la estructura. Las faldas son la cubierta de la plaza, las que están hechas de petate y se colocan en la parte baja de las gradas, así como en las escaleras de cada una de las plateas. Para realizar esta obra, cada concesionario de tablado aporta cinco horcones, cinco soleras, tres latas largas, tres cortas, docena y media de tablas para platea, los asientos y los estribos, media docena de trancas para el ruedo, cuatro docenas de petates y seis sogas para amarrar.
El conjunto arquitectónico de la plaza de toros se complementa con la zona de corrales, construida con los mismos principios de la plaza. Las sombras representan el sistema complementario de la plaza y consisten en la cubierta que se prepara con enjaules de otate, todos con el mismo ancho pero de diferentes longitudes, las que se conocen como sombras largas y sombras cortas. Sobre estos enjaules se cosen los petates con mecate y agujas de aria.
El maestro de la obra define si la condición de los materiales es aceptable o no, en caso contrario deberá proporcionarlos nuevos. El concesionario contrata a los tabladeros por una cantidad fija que incluye el montaje, la terminación, el mantenimiento durante las fiestas así como el desmontaje final, entonces recoge el material en el sitio para llevárselo a guardar el resto del año y protegerlo en algún rincón de su propia casa. Cabe resaltar que la plaza, pese a su construcción nunca se ha derrumbado.